# Hemithyrsocera picteti
Hemithyrsocera picteti är en kackerlacksart som först beskrevs av Fritze 1899.  Hemithyrsocera picteti ingår i släktet Hemithyrsocera och familjen småkackerlackor. Inga underarter finns listade i Catalogue of Life.